# جلادسون أواكو
جلادسون أواكو (بالإنجليزية: Gladson Awako)‏ (مواليد 31 ديسمبر 1990 في بيريكوم، غانا - ) هو لاعب كرة قدم غاني في مركز الوسط. شارك مع منتخب غانا تحت 20 سنة لكرة القدم ومنتخب غانا لكرة القدم. أما مع النوادي، فقد لعب مع تي بي مازيمبي وريكرياتيفو ونادي بيريكوم تشيلسي وليجون سيتيز ونادي هارت أوف ليونز وReal Sportive ‏.

## وصلات خارجية
- جلادسون أواكو على موقع الاتحاد الدولي (مؤرشف)  (الإنجليزية)
- جلادسون أواكو على موقع قاعدة بيانات كرة القدم.إي يو (الإنجليزية)
- جلادسون أواكو على موقع AS.com (الإسبانية)